# Bradyidius curtus
Bradyidius curtus is een eenoogkreeftjessoort uit de familie van de Aetideidae. De wetenschappelijke naam van de soort is voor het eerst geldig gepubliceerd in 1993 door Markhaseva.